# Скочивирски манастир
Скочивирският манастир „Свети Архангел Михаил“ (на македонска литературна норма: Скочивирски манастир „Свети Архангел Михаил“) е манастир, край мариовското село Скочивир, част от Преспанско-Пелагонийската епархия на Македонската православна църква – Охридска архиепископия. Манастирът е основан в 1870 година по инициатива на девойката Ангя, която сънувала, че трябва да пренощува в местността Джайкова чука и да остави там нишан. Изградено е малко манастирче до извора, за който се вярва, че е лековит. В 1967 година започва изграждането на нова църква, а в 1998 година са изградени и нови конаци.